# Бонфераро (Верона)
Бонфераро је насеље у Италији у округу Верона, региону Венето.
Према процени из 2011. у насељу је живело 1323 становника. Насеље се налази на надморској висини од 19 м.